# Gianfranco Draghi
Gianfranco Draghi (Bologna, 1º luglio 1924 – Firenze, 14 settembre 2014) è stato uno scrittore, artista e psicanalista italiano, ed un esponente della psicoanalisi junghiana in Italia.

## Biografia
A Bologna tra città e campagna trascorre l'infanzia, poi studia a Milano fino alla maturità, avendo come insegnante anche Cesare Musatti.
Militante nel Partito d'Azione a Milano fin circa dal 1941, nel settembre 1943 si rifugia in Svizzera, dove frequenta esponenti dell´antifascismo e della cultura europea tra cui: Adolfo Tino, Rodolfo Morandi, Edgardo Lami-Starnuti, Luigi Menapace, Luciano Bolis, Egidio Reale,  il genero di Benedetto Croce Raimondo Craveri e lo scultore Francesco Barbieri.
Dopo la guerra si laurea con Eugenio Garin a Firenze con una tesi su Leon Battista Alberti. Amico di Cristina Campo, stampa gli scritti di lei su La Posta letteraria del Corriere dell´Adda e del Ticino, foglio che ha diretto pubblicando fra l'altro scritti di Mario Luzi, Giuseppe De Robertis, Ferruccio Masini, Margherita Pieracci Harwell, Anna Maria Chiavacci. Conosce Altiero Spinelli e si impegna con lui nella battaglia per l'Unione federale europea, accanto a Luciano Bolis e dirigendo anche la rivista culturale federalista I quaderni della crisi.
Nel 1958 a Roma svolge un'analisi didattica con Ernst Bernhard, l'iniziatore del metodo junghiano in Italia. È fra i primi presidenti dell'Associazione italiana di psicologia analitica (AIPA) dopo la morte del suo fondatore Bernhard. 
Inizia nel 1968 con Carlo Luigi Iandelli la sperimentazione psicologica culminata nell'Autonomia policentrica. Insieme fondano il Gruppo di psicologia analitica di Firenze che teorizzando metodologie dell'analisi e pratiche terapeutiche innovative, sulla scia dell'interpretazione dei mitologemi Bernhardiani, rifiutava l'ortodossia clinica e comportamentale di altre scuole.. 
Scrittore ed artista, nel marzo 2011 il Consiglio regionale della Toscana, presieduto da Alberto Monaci, ha organizzato una sua mostra personale a palazzo Bastogi in Firenze con dipinti e disegni, sculture in bronzo e terre, mezzipunti.

## Pubblicazioni
- Lettere a una giovinetta , Milano, Giulio Preda, 1947 (edizione non venale stampata in 50 copie numerate)
- Inverno , prefazione di Carlo Bo, Firenze, Vallecchi, 1955 (ora in id.,Inverno - Carnevale, prefazione di Roberto Carifi, Milano, Claudio Lombardi editore, 1990)
- Ragioni di una forza in Simone Weil, Caltanissetta, Salvatore Sciascia, 1958
- Paracelso , Milano, Scheiwiller, 1967
- Utopia per una scuola reale Fiesole, L'individuale, 1971
- Sul mito d´Europa , Fiesole, L'Individuale, 1973
- Guglielmo d'Asperthuis, prefazione di Roberto Sicuteri, Fiesole, L'Individuale, 1974
- Serveto, prefazione di Ferruccio Masini, Fiesole, L'Individuale, 1974
- Piccolo Manuale di drammatizzazione di sogni, prefazione di Ottavio Rosati, Padova, Meb, 1996
- Infanzia e principio di un'adolescenza, prefazione di Giuseppe Pontiggia, Mantova, Tre Lune Edizioni, 2003
- L'orso europeo ovvero il negozio dei giocattoli, presentazione di Daniele Oppi, Milano, Raccolto Edizioni, 2005
- Cinquant'anni di Poesia, antologia poetica a cura di Alberto Bertoni e Gino Ruozzi, Bologna, Gedit Edizioni, 2005
- L'allocco e altre cose famigliari, a cura di Marco Munaro, Rovigo, Il Ponte del Sale, 2009
- Secondo la propria degnità. Leon Battista Alberti e Simone Weil, Milano, Raccolto Edizioni, 2011 (con interventi di Arturo Colombo, Filippo La Porta e Lucio Levi) a cura di Francesco Oppi.
- Lettera a Laura, presentazione di Gabriella Fiori, postfazione di Margherita Pieracci Harwell, Pescara, Tracce, 2015, ISBN 978-88-99101-59-6.